# احتياطي المقرر التعليمي
احتياطي المقرر التعليمي هو مصطلح يستخدم في المكتبات الأكاديمية لوصف المواد المخصصة لمقرر أكاديمي معين أو استخدام آخر. غالبًا ما يتم وضع المواد في احتياطي المقرر التعليمي بواسطة موظفي المكتبة بناءً على طلب مدرس المقرر. تحتوي المواد الموجودة في الاحتياط عادةً على فترات استعارة أقصر من مواد المكتبة الأخرى للسماح لعدد كبير من رواد المكتبة بالوصول إليها  - على سبيل المثال ، الطلاب الذين يأخذون المقرر التعليمي المعني. عادة ما تعود المواد الاحتياطية إلى التداول الطبيعي في نهاية الفصل الدراسي. 

## الاحتياطيات الإلكترونية
تقوم العديد من المكتبات الأكاديمية بتثبيت البرامج وتوفير داعم  لقراءات المقرر التعليمي بتنسيقات رقمية من خلال خدمة يشار إليها باسم «الاحتياطيات الإلكترونية». توفر الخدمة إمكانية التحكم في الوصول إلى المواد بتنسيق رقمي ولكنها تقتصر على الطلاب في مقرر معين. غالبًا ما تكون هذه الخدمات مرتبطة بخدمات الفصول الدراسية الأخرى للتعاون وإدارة المقرر .

## حقوق النشر
غالبًا ما تضع المكتبات مقتطفات من الأعمال المحمية بحقوق الطبع والنشر في احتياطيات مغلقة أو إلكترونية وفقًا لإرشادات الاستخدام العادل ، والتي تحكم التوزيع الرسمي للمواد المصورة في الفصول الدراسية وتمتد إلى القراءات الاحتياطية أيضًا.

## روابط خارجية
- برنامج أطلس سيستمز آريس
- نظام مكتبة بولاريس - احتياطيات الدورة
- برنامج دوكو تيك إي أر
- برنامج الاحتياطات الإلكترونية للإبلاغ عن حقوق النشر وتوزيع المواد - من إعداد الإحتياطات الإلكترونية Pty Ltd
- "Electronic course reserves and digital libraries: Progenitor and prognosis". DOI:10.1016/S0099-1333(96)90179-2. {{استشهاد بدورية محكمة}}: الاستشهاد بدورية محكمة يطلب |دورية محكمة= (مساعدة)